# Rejanellus
Rejanellus is een geslacht van spinnen uit de  familie van de Thomisidae (krabspinnen).

## Soorten
- Rejanellus granulatus (Bryant, 1940)
- Rejanellus mutchleri (Petrunkevitch, 1930)
- Rejanellus pallescens (Bryant, 1940)
- Rejanellus venustus (Bryant, 1948)